# سانت باريس (أوهايو)
سانت باريس (بالإنجليزية: St. Paris, Ohio)‏ هي معلم جغرافي تقع في الولايات المتحدة في مقاطعة تشامباين، أوهايو. يقدر عدد سكانها بـ 2,089 نسمة ومساحتها 4.35 كم2 وترتفع عن سطح البحر 368 متر.

## التركيبة السكانية
قام مكتب تعداد الولايات المتحدة بتحديد بيانات التركيبة السكانية لسانت باريس في تعداد الولايات المتحدة. في ما يلي، التركيبة السكانية حسب تعدادي 2000 و2010.

### تعداد عام 2000
بلغ عدد سكان سانت باريس 1,998 نسمة بحسب تعداد عام 2000، وبلغ عدد الأسر 781 أسرة وعدد العائلات 556 عائلة مقيمة في القرية. في حين سجلت الكثافة السكانية 2,302.5 نسمة لكل ميل مربع (889.0/كم2). وبلغ عدد الوحدات السكنية 809 وحدة بمتوسط كثافة قدره 932.3 نسمة لكل ميل مربع (360.0/كم2).
وتوزع التركيب العرقي للقرية بنسبة 98.55% من البيض و 0.60% من الأمريكيين الأصليين و 0.10% من الأمريكيين الأفارقة و 0.60% من عرقين مختلطين أو أكثر.
بلغ عدد الأسر 781 أسرة كانت نسبة 38.0% منها لديها أطفال تحت سن الثامنة عشر تعيش معهم، وبلغت نسبة الأزواج القاطنين مع بعضهم البعض 55.8% من أصل المجموع الكلي للأسر، ونسبة 11.4% من الأسر كان لديها معيلات من الإناث دون وجود شريك، وكانت نسبة 28.8% من غير العائلات. تألفت نسبة 25.9% من أصل جميع الأسر من أفراد ونسبة 11.4% كانوا يعيش معهم شخص وحيد يبلغ من العمر 65 عاماً فما فوق. وبلغ متوسط حجم الأسرة المعيشية 3.07، أما متوسط حجم العائلات فبلغ 2.56.
بلغ العمر الوسطي للسكان 33 عاماً. وكانت نسبة 29.1% من القاطنين تحت سن الثامنة عشر، وكانت نسبة 9.6% بين الثامنة عشر والأربعة وعشرون عاماً، ونسبة 29.6% كانت واقعةً في الفئة العمرية ما بين الخامسة والعشرون حتى والأربعة وأربعون عاماً، ونسبة 20.2% كانت ما بين الخامسة والأربعون حتى الرابعة والستون، ونسبة 11.6% كانت ضمن فئة الخامسة والستون عاماً فما فوق. يوجد لكل 100 أنثى 87.1 ذكر، ويوجد لكل 100 أنثى في الثامنة عشر من عمرها فما فوق 82.8 ذكر.
بلغ متوسط دخل الأسرة في القرية 39,917 دولار، أما متوسط دخل العائلة فبلغ 47,014 دولار. وكان متوسط دخل الذكور 35,417 دولار مقابل 22,326 دولار للإناث. وسجل دخل الفرد الخاص بالقرية 16,811 دولار. وكانت نسبة 8.8% من العائلات ونسبة 8.8% من السكان تحت خط الفقر، وكان من هؤلاء نسبة 10.8% تحت سن الثامنة عشر ونسبة 9.1% في الخامسة والستين من العمر وما فوق.

### تعداد عام 2010
بلغ عدد سكان سانت باريس 2,089 نسمة بحسب تعداد عام 2010، وبلغ عدد الأسر 795 أسرة وعدد العائلات 549 عائلة مقيمة في القرية. في حين سجلت الكثافة السكانية 1,243.5 نسمة لكل ميل مربع (480.1/كم2). وبلغ عدد الوحدات السكنية 857 وحدة بمتوسط كثافة قدره 510.1 لكل ميل مربع (197.0/كم2).
وتوزع التركيب العرقي للقرية بنسبة 97.8% من البيض و 0.1% من الأمريكيين الأصليين و 0.2% من سكان جزر المحيط الهادئ و 0.2% من الأمريكيين الأفارقة و 1.4% من عرقين مختلطين أو أكثر.
بلغ عدد الأسر 795 أسرة كانت نسبة 39.7% منها لديها أطفال تحت سن الثامنة عشر تعيش معهم، وبلغت نسبة الأزواج القاطنين مع بعضهم البعض 49.8% من أصل المجموع الكلي للأسر، ونسبة 13.8% من الأسر كان لديها معيلات من الإناث دون وجود شريك، بينما كانت نسبة 5.4% من الأسر لديها معيلون من الذكور دون وجود شريكة وكانت نسبة 30.9% من غير العائلات. تألفت نسبة 27.3% من أصل جميع الأسر من أفراد ونسبة 12.6% كانوا يعيش معهم شخص وحيد يبلغ من العمر 65 عاماً فما فوق. وبلغ متوسط حجم الأسرة المعيشية 3.16، أما متوسط حجم العائلات فبلغ 2.63.
بلغ العمر الوسطي للسكان 33.7 عاماً. وكانت نسبة 31.2% من القاطنين تحت سن الثامنة عشر، وكانت نسبة 7.2% بين الثامنة عشر والأربعة وعشرون عاماً، ونسبة 26.6% كانت واقعةً في الفئة العمرية ما بين الخامسة والعشرون حتى والأربعة وأربعون عاماً، ونسبة 22.7% كانت ما بين الخامسة والأربعون حتى الرابعة والستون، ونسبة 12.3% كانت ضمن فئة الخامسة والستون عاماً فما فوق. وتوزع التركيب الجنسي للسكان بنسبة 47.8% ذكور و52.2% إناث.